# Liste altpreußischer Artillerieregimenter

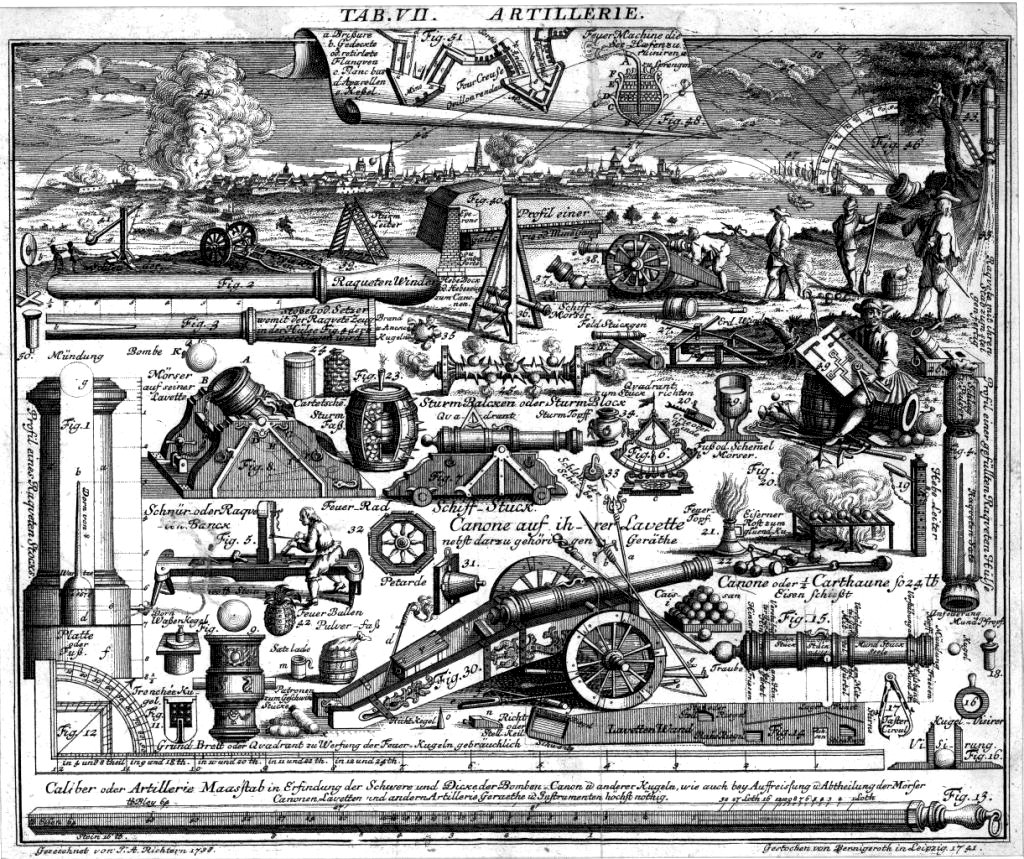
Artillerie um 1741

Die ersten Berichte über den Einsatz von Feuerwaffen stammen aus dem Jahr 1391, als Jobst Markgraf von Brandenburg eine Büchse gegen seine Vasallen einsetzte. 1420 ließ Kurfürst Friedrich I. die Glocken der Marienkirche zu Büchsen gießen. Die Waffe wurde weiterentwickelt und auch die Mannschaften mussten nun ausgebildet werden. So gab es unter dem Kurfürsten Johann Georg den Feldzeugmeister Rochus zu Lynar, die Schlangenschützen, Büchsenmeister und Feuerwerker. Im Jahr 1610 im Dreißigjährigen Krieg wurde Hans Meinhard von Schönberg Chef der Artillerie. Im Krieg hatte jeder Obrist seine eigene Artillerie. Die brandenburgischen Arsenale enthielten zum Schluss eine Sammlung von Geschützen ohne jedes Maß, wie der Feldzeugmeister von Otto Christoph von Sparr 1654 beklagte. Erst 1680 begann wieder eine Reorganisation der Artillerie. Als 1686 ein brandenburgisches Hilfskorps nach Ungarn marschierte, zeigte sich der kaiserliche Generalkommissar Graf Dünewald von den Brandenburgern beeindruckt.

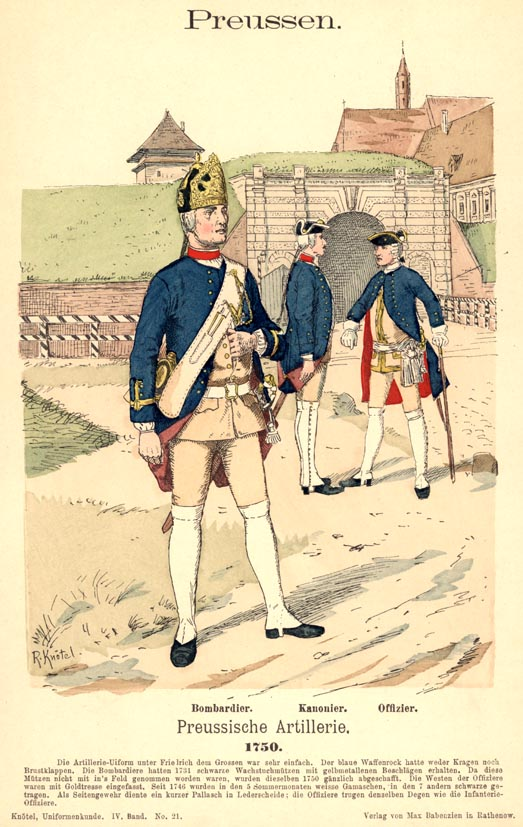
Preußische Artillerie um 1750

Chefs der brandenburgisch-preußischen Artillerie
- 1664 Brostrup Jacobsen von Schört 1677 Abschied
- 1677 Ernst Bernhard von Weyler starb 1690
- 1690 Christian von Weiler starb 1717
- 1695 Philipp von Brandenburg starb 1711
  - 1698 Johann Sigismund von Schlund, Kommandeur
  - 1705 Gabriel von Kühlen, Kommandeur
- 1711 Gabriel von Kühlen, gefallen 1715
- 1715  Christian Nicolaus von Linger

1717 wurde die Artillerie reorganisiert. Es kam zu einer Teilung in Feldartillerie und Garnisonsartillerie. Die Garnisonsartillerie war zunächst auf die Festung Pillau konzentriert und wurde später auf die preußischen Festung verteilt: Königsberg, Stettin, Wesel und Magdeburg. Nach dem ersten Schlesischen Krieg wurde 1742 in Breslau eine Kompanie errichtet, die für alle schlesischen Festungen und Kommandos zuständig war, 1748 kam zunächst Neisse, 1750 Glatz und Schweidnitz und 1756 Cosel. Nach dem Siebenjährigen Krieg kam 1771 jeweils eine Kompanie nach Kolberg, Breslau und Glogau, 1782 nach Silberberg, 1784 eine weitere nach Gaudenz. 1797 wurde das Artilleriekommando in Plessenburg und Würzburg zu einer Kompanie formiert.
Die Feldartillerie wurde 1741 in zwei Bataillone geteilt, die verschiedene Chefs erhielten:
| 1. Bataillon                              | 2. Bataillon                                |
| ----------------------------------------- | ------------------------------------------- |
| 1741 Samuel von Schmettau                 | 1741 Ernst Friedrich von Holtzmann († 1759) |
| 1751 Christian Nicolaus von Linger        |                                             |
| 1755 Valentin Bodo von der Osten († 1757) |                                             |
| 1758 Karl Wilhelm von Dieskau             | Ab 1759 Vakant ?                            |
| 1762 Karl Friedrich von Moller            |                                             |

Nach dem Frieden von Hubertusburg wurde die Artillerie in Regimenter organisiert und in verschiedene Kantone verteilt.
schlesisches Garnisons-Bataillon
Für Schlesien wurde bereits 1748 ein eigenes Bataillon aufgestellt.
- 1748 Nikolaus Sigismund von Pannewitz († 1748), Oberstleutnant
- 1748 Friedrich Jonae († 1753), Oberstleutnant
- 1753 Johann Friedrich von Meerkatz († 1763), Oberst
- 1763 Johann Heinrich von Holtzmann († 1776), Oberst

1776 wurde es in schlesische Festungsartillerie umbenannt
schlesische Festungsartillerie
- 1776 Rudolph Heinrich von Winterfeldt († 1788), Oberst
- 1788 Peter Salomon von Linger († 1793), Oberst
- 1793 Heinrich Otto von Scheel († 1808), Generalmajor
- 1794 Anton Christian von Strampff († 1822), Generalmajor
- 1797 Gottlieb Heinrich von Becker († 1804), Oberst
- 1804 Paul Friedrich Wernitz († 1826), Oberst

preußisch-pommersche Festungsartillerie
- 1793 Gottfried Siegesmund von Steinwehr († 1797), Oberst
- 1797 Carl Ludwig von Schramm († 1815), Generalmajor

## Artillerie-Regimenter

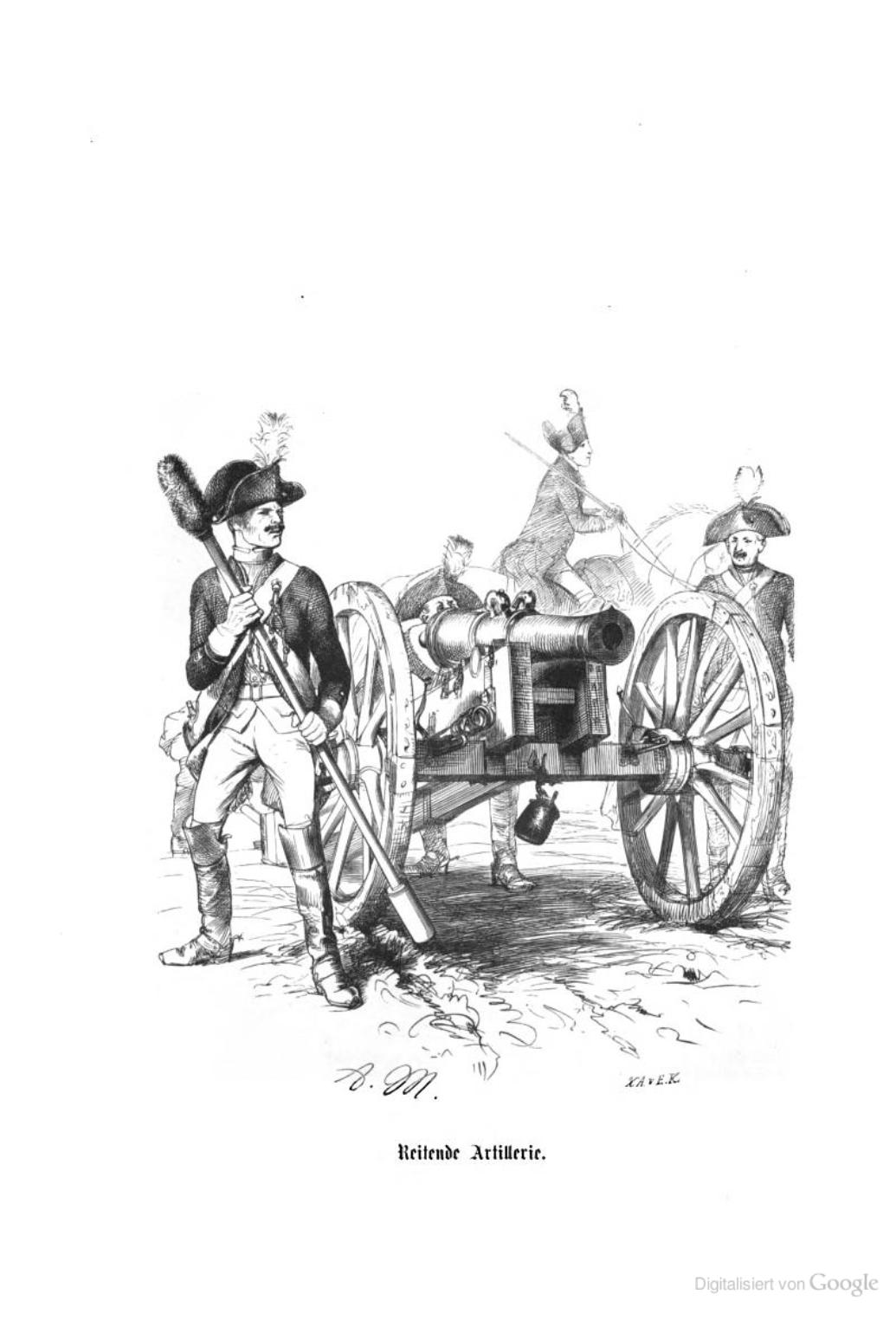
Preußische berittene Artillerie

Aus den Erfahrungen des Siebenjährigen Krieges wurde die Artillerie ab 1762 in Regimenter organisiert.
- Erstes Artillerie-Regiment Berlin

1762 Karl Wilhelm von Dieskau, 1777 Georg Ernst von Holtzendorff, 1785 Johann Wilhelm von Dittmar, 1792 Johann Friedrich von Merkatz
- Zweites Artillerie-Regiment Breslau

1762 Karl Friedrich von Moller, 1762 Karl Friedrich von Kitscher,  1770 Karl Ludwig von Lüderitz, 1778 Johann Bernhard von Höfer,  1785 Johann Wilhelm von Dittmar, 1786 Adolph Heinrich von Pritzelwitz, 1787 Christoph Karl Friedrich von Bardeleben, 1794 Karl Philipp von Anhalt, 1795 Johann Carl Friedrich von Block, 1797 Johann Christian Wilhelm von Lentken, 1803 Georg Friedrich Wilhelm von Schoenermarck
- Drittes Artillerie-Regiment Berlin

1763 Rudolph Heinrich von Winterfeldt, 1776 Georg Ernst von Holtzendorff, 1777 Johann Friedrich von Merkatz, 1786 Christian Friedrich August von Moller, 1794 Georg Friedrich von Tempelhoff
- Viertes Artillerie-Regiment Berlin

1772 mit 10 Kompanien errichtet, 1785 Adolph Heinrich von Pritzelwitz, 1785 Johann Friedrich von Merkatz, 1792 Alexander August Eberhard von der Lochau, 1801 Gottfried Ludwig Matthias von Hartmann
- Reitendes Artillerie-Regiment

Die Einheit wurde 1796 zunächst als ein Bataillon errichtet und 1805 zum Regiment ergänzt, 1796 Christian Ludwig von Prosch, 1804 Johann August von Eckenbrecher, 1805 Heinrich Christian von Hüser